# Reynald Rouleau
Reynald Rouleau est un évêque canadien de l'Église catholique, membre des Oblats de Marie-Immaculée. Il a été évêque du diocèse de Churchill-Baie d'Hudson de 1987 à 2013.

## Biographie
Reynald Rouleau, membre de la Congrégation des Oblats de Marie-Immaculée, est ordonné prêtre en 1963. Il est professeur au séminaire des oblats à Chambly, au Collège Saint-Vallier, à Québec, puis au collège de Jonquière jusqu’en 1968. De 1968 à 1981, il travaille pour la Commission scolaire régionale Lapointe, à Jonquière .
Reynald Rouleau est évêque du Diocèse de Churchill-Baie d'Hudson de 1987 à 2013.
En 1992, des victimes potentielles du prêtre Johannes Rivoire, missionnaire des Oblats de Marie-Immaculée, se signalent pour des agressions sexuelles dans les territoires d'Arviat, de Rankin Inlet et de Naujaat, auprès de Reynald Rouleau. L'évêque décide de ne pas prévenir la justice canadienne,.
Il vit à Churchill.